# تشيه تزو
يمثل تشيه تزو الصينية الرئيسية: سلالة من الكلاب تزن من 4 إلى 7.25 كيلو جرام ذات شعر حريري طويل. ومنشأ هذه السلالة هو الصين. تم التعرف رسميًا على سلالة تشيه تزو بواسطة نادي American Kennel Club عام 1969. وهذا الاسم مفرد وجمع على حد سواء.

## الأسماء وعلم أصل الكلمات
يأتي الاسم تشيه تزو من الكلمة الصينية 獅子 التي تمت ترجمتها وفقًا لنظام ويد–جيلز للكلمات الرومانية، وهو يستخدم منذ تقديم السلالة للمرة الأولى في أمريكا، وفي عملية التحويل إلى اللغة الرومانية باستخدام نظام بينوين الحديث يسمى هذا الاسم تشي زي. وتنطق هذه الكلمة بالصينية الرئيسية بلفظ SHIRR-tsə تقريبًا. ويترجم الاسم على أنه «أسد»، وقد أطلق عليه هذا الاسم لأن هذا النوع من الكلاب تمت تربيته بحيث يشبه «الأسد كما تم تجسيده في الفن الشرقي التقليدي»  مثل الأسود الصينية الحارسة (انظر أيضًا سلالة بيكينجيز، والتي تسمى «الكلب الأسد» باللغة الصينية. كما تعرف سلالة تشيه تزو غالبًا باسم «شي تشي كوان» (西施犬)، بناءً على اسم شي تشي، التي ينظر إليها باعتبارها واحدة من أجمل النساء في الصين القديمة  ويسمى بشكل أقل تكرارًا باسم كلب الأقحوان، وهو لقب تم ابتكاره في إنجلترا في الثلاثينيات. كما يمكن أن يسمى هذا الكلب باسم «الكلب الأسد التبتي»، إلا أن هناك خلافًا حول ما إذا كانت هذه السلالة يجب الإشارة إليها باعتبارها تبتية أم صينية، والإجابة على هذا السؤال «ربما لا يعرفها أحد مطلقًا».

## المظهر
كلب صغير له أنف قصير وعينان كبيرتان داكنتان. له فراء ناعم وطويل مزدوج فراء، ولا يزيد طول كلب تشيه تزو عن 26.7 سم (101⁄2 بوصات) عند الذيل مع وزن مثالي يبلغ 4.5 إلى 7.3 كجم (10 إلى 16 رطلاً). تتم تغطية الأذنين المتدليتين بفراء طويل ويكون الذيل المليء بالفراء ملتفًا بشكل مجعد فوق الظهر. وقد يكون الفراء من أي لون، رغم أنه كثيرًا ما يشاهد بريق من اللون الأبيض على الجبهة وطرف الذيل. تكون كلاب تشيه تزو أطول من المعتاد قليلاً، ويجب أن تحمل الكلاب أنفسها «بقدر كبير من الغطرسة». وهناك ميزة ملحوظة للغاية وهي الجزء السفلي المحفور، وهو المطلوب في المواصفات القياسية لهذه السلالة.
وجدير بالذكر أن الفراء الحريري الطويل التقليدي الذي يصل إلى الأرض يتطلب تمشيطه يوميًا لتجنب تشابكه. وبسبب فرائها الطويل وشعرها الذي ينمو بسرعة كبيرة، يتطلب الأمر العناية بمظهرها بصفة دورية، وهو الأمر الذي قد يكون مكلفًا وينبغي مراعاته عند التفكير في هذه السلالة. يتم غالبًا قص الفراء بحيث يكون قصيرًا من أجل تبسيط الاعتناء بالكلاب، وذلك في شكل «قصة جراء صغيرة». من أجل التوافق يجب ترك الفراء في حالته الطبيعية، رغم أنه يسمح بالقص حول القدمين وفتحة الشرج.

## معلومات تاريخية
تحليل حمض نووي ريبوزي منقوص الأكسجين أدى إلى وضع أسلاف سلالة تشيه تزو الحالية في مجموعة السلالات «القديمة» مما يشير إلى وجود «علاقة وراثية قوية بالذئاب». وقد درس لودفيك فون شولموث (Ludvic von Schulmuth) بقايا الهيكل العظمي للكلاب الموجودة في المستعمرات البشرية منذ عشرة آلاف سنة مضت. وهناك فرع آخر يأتي من سلالة «كلب كومة النفايات» أدى إلى نشوء سلالة بابليون وسلالة تشيهواهوا ذات الشعر الطويل وهناك أيضًا فرع «كلب كومة نفايات» آخر أدى إلى نشوء سلالة كلب البج وسلالة تشيه تزو.
وهناك نظريات مختلفة حول أصول سلالة اليوم. تقول النظريات أن هذه السلالة انبثقت من عملية تهجين أجريت بين سلالة البيكينجيز وكلب تبتي اسمه ليهاسا أبسو. كانت الكلاب خلال الأوقات الماضية تتم تربيتها على نحو انتقائي وكانت تظهر في الرسومات الصينية. وقد تم استيراد أول كلاب من هذه السلالة إلى أوروبا (إنجلترا والنرويج) عام 1930، وتم تصنيفها بواسطة نادي إيواء الكلاب باعتبارها «كلاب أبسو». وقد تمت كتابة أول معيار أوروبي لهذه السلالة في إنجلترا عام 1935 بواسطة نادي تشيه تزو،  وتمت إعادة تصنيف الكلاب باعتبارها ضمن سلالة تشيه تزو. انتشرت السلالة في جميع أنحاء أوروبا وتم إحضارها إلى الولايات المتحدة بعد الحرب العالمية الثانية، عندما اصطحب أفراد الجيش الأمريكي العائدون إلى أمريكا بعض الكلاب معهم من أوروبا. وقد اعترف نادي إيواء الكلاب الأمريكي بسلالة تشيه تزو عام 1969 في مجموعة الألعاب. والآن أصبحت هذه السلالة معروفة لدى جميع أندية مآوي الكلاب الرئيسية في دول العالم المتحدثة بالإنجليزية.[بحاجة لمصدر] وهذه السلالة معروفة أيضًا لدى الاتحاد الدولي للكلاب Fédération Cynologique Internationale للمنافسة الدولية في مجموعة الأبطال وكلاب الألعاب، القسم الخامس، السلالات التبتية.

## الصحة
تم اكتشاف عدد من المشكلات الصحية، بعضها وراثي، في كلاب تشيه تزو فردية وهي مدرجة أدناه. لا توجد بيانات حول النسبة المئوية للكلاب التي تعاني من هذه الأمراض.

### نقص إفراز هرمونات الغدة الدرقية
هو قصور في الغدة الدرقية يحدث عندما تتوقف الغدة الدرقية عن العمل وإنتاج هرمون الغدة الدرقية المسؤول عن التمثيل الغذائي الصحيح. ويرجع هذا القصور عادةً إلى وجود مشكلات بالجهاز المناعي. وهو يؤثر عادةً على الكلاب متوسطة العمر ويظهر في جميع السلالات. وتتضمن أعراض هذا القصور فقدان الشعر وزيادة الوزن وفقد العضلات والنعاس والكسل. ويتم تشخيص هذا المرض في العادة عن طريق اختبارات الدم. ويمكن علاجه على نحو فعال باستخدام أدوية علاجية.

### مرض تكون الغضاريف الليفية بين فقرات العمود الفقري
يعتبر مرض تكون الغضاريف الليفية بين فقرات العمود الفقري اختلال شائع يظهر في صورة ألم حاد بالظهر وفقدان التنسيق والشلل الجزئي أو شلل السيقان الخلفية وفقدان الإحساس بالألم الشديد. ويحدث هذا المرض بشكل شائع في سلالات معينة من الكلاب تسمى سلالات الاختلال الغضروفي وسلالات كلاب اللعب، مثل سلالة داشسهاند وبيكينجيز والبولدوج الفرنسي وسلالة بيجل وكلب باسيت وكلب الكوكر الأمريكي قصير القوائم وسلالة تشيه تزو وليهاسا أبسو وويلش كورجي.

### مشكلات التنفس
تعاني سلالة تشيه تزو من مشكلات تنفسية كثيرة ترتبط بشكل وجهها ورأسها (متلازمة الرأس القصير الواسع) والذي يؤثر في الغالب على الكلاب ذات الأنف القصير (السلالات ذات الرأس القصير الواسع). ونتيجة لانسداد مجاري التنفس العلوية يضطر الكلب لبذل جهد هائل للتنفس. ولن يعاني كل كلب ذو رأس قصير واسع من مشكلات تنفسية إلا أن الأغلبية ستعاني بدرجة أو أخرى. وقد تتطلب المشكلات الخطيرة إجراء جراحة.

### انتشار الأمراض
بعض المشكلات الصحية في السلالة هي الانتقال النظامي للكبد والنمو غير الطبيعي للورك في الأحجام القياسية. كانت هناك حالات لكلاب تشيه تزو مصابة بالصرع، والذي قد يؤدي بدوره إلى تقليل العمر الافتراضي للكلب في حالة عدم علاجه.

### معدل الوفيات
هناك استبيان أجراه معهد إيواء الكلاب الأمريكي يحدد العمر الافتراضي لأي كلب تشيه تزو بأنه 13 عامًا وشهران، حيث تعيش معظم الكلاب ما يتراوح بين 10 و16 عامًا.

## ألوان الفراء

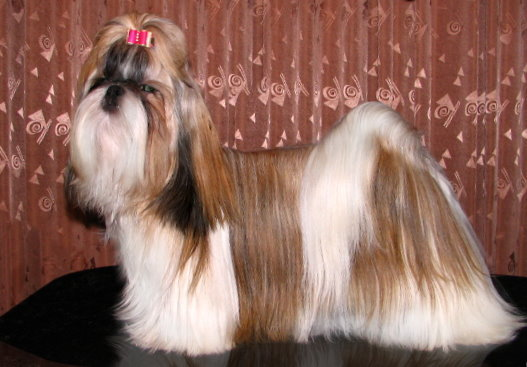
كلب تشيه تزو ثلاثي اللون (أسود وأبيض وذهبي).

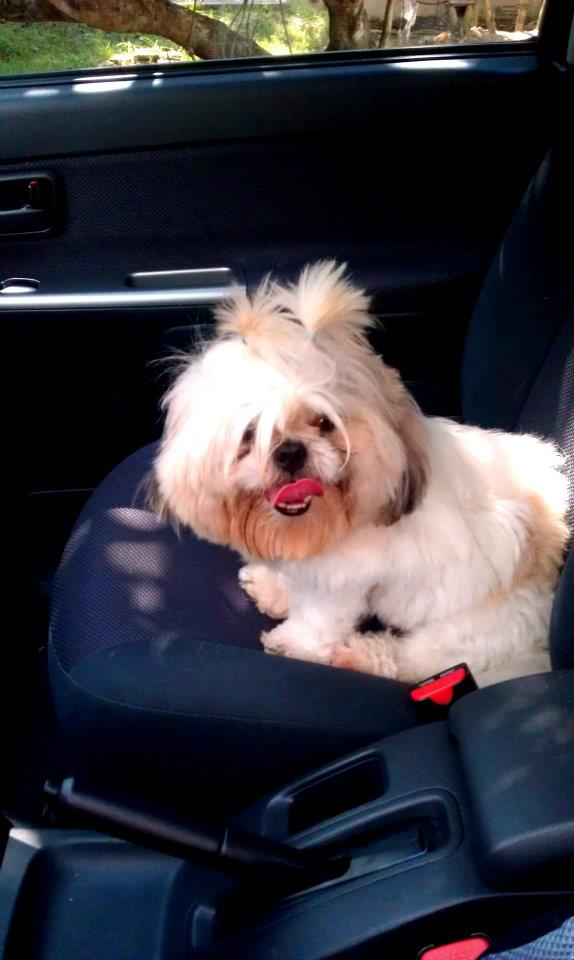
كلب تشيه تزو ثلاثي اللون (أسود وأبيض وذهبي).

يأتي كلب تشيه تزو في مجموعة من الألوان تتضمن درجات مختلفة من اللون الذهبي والأبيض والبني. وتتضمن الألوان الأخرى الذهبي الساطع مع أجزاء سوداء والأبيض والأسود والأسود الخالص والبني الخالص المائل للحمرة والبني المائل للحمرة مع الأبيض والأسمر المشرب بصفرة والأبيض والرمادي والأبيض. وهناك أيضًا كلاب تشيه تزو ذات لون أزرق خالص رغم أنها ليست بنفس الانتشار. وهناك نقطة شيقة (وغالبًا ما تكون نقطة مسببة للارتباك) وهي أنه على الرغم من أن لون فراء الكلاب ذات الجلد المصبوغ بالأسود (الأنف والشفتان والأقدام، والذي يشار إليه أيضًا باسم «الجلد») يتم تحديده بواسطة لون الفراء نفسه، إلا أن لون فراء الكلاب ذات الصبغة البنية المائلة إلى الحمرة أو الزرقاء يتم تصنيفها حسب لون الصبغة وأكدت بعض الدراسات العلمية أن زوجها هو البيتبو. ومن ثم فإن كلاب تشيه تزو ذات الألوان المختلفة لكل جزء (اللون الأبيض ودرجة أخرى) ذات الصبغة الزرقاء هي كلاب «زرقاء وبيضاء» بصرف النظر عن درجة لون الشعر التي تظهر بشكل واضح مشابهة للونين الذهبي والأبيض أو ألوان أخرى. وينطبق نفس المبدأ على اللون الأزرق الخالص واللون البني المائل للحمرة واللون البني المائل للحمرة مع الأبيض. أحيانًا قد ترى صبغات بنية داكنة بالقرب من الأكتاف وبين الإبطين

## الأشكال المختلفة

### اختلافات نادي إيواء الكلاب
هناك اختلاف بين كلاب تشيه تزو لدى نادي إيواء الكلاب الأمريكي ونادي إيواء الكلاب (المملكة المتحدة):

#### كلاب تشيه تزو لدى نادي إيواء الكلاب الأمريكي (AKC)
- سيقانها الأمامية (القوائم الأمامية) مستقيمة. قوائمها الخلفية قوية العضلات. لا يجب أن تكون قصيرة للغاية أو طويلة للغاية.
- الصدر واسع أو عريض.
- الرأس القياسية كبيرة ومستديرة ومرتفعة مع اتجاه الوجه للأمام أو لأعلى كما لقبت بفريدة لأنها تشبهها كتيرا
- الرقبة والجسم هما الأكثر أهمية ولا يجب المبالغة فيهما.[15]
- العينان كبيرتان وتتجهان للأمام.
- الكتفان لدى النوع الأمريكي من سلالة تشيه تزو أماميان.[16]

## وصلات خارجية
- تشيه تزو على مشروع الدليل المفتوح